# Tallinna Vesi
Die AS Tallinna Vesi (deutsch Talliner Wasser AG) ist ein estnischer Wasserversorger mit Sitz in Tallinn. Das Unternehmen bietet Trinkwasser und Abwasserentsorgung für fast ein Drittel der estnischen Bevölkerung an.
Die größten Aktionäre des börsennotierten Unternehmens sind die Stadt Tallinn und das Energieunternehmen OÜ Utilitas.

## Infrastruktur
Tallinna Vesi betreibt das Wasserwerk in Ülemiste (estnisch Ülemiste veepuhastusjaam) und die Kläranlage in Paljassaare (estnisch Paljassaare reoveepuhastusjaam). Mit drei Rohrnetzen werden die Kunden ver- und entsorgt: je ungefähr 1200 Kilometer für Trink- und Abwasser und ungefähr 500 Kilometer für Regenwasser.

## Tochterunternehmen
Zur AS Tallinna Vesi gehören zwei Tochterunternehmen. Die Watercom stellt Dienstleistungen im Zusammenhang mit der Wasserwirtschaft für Kommunen, Unternehmen und Privatpersonen bereit. Die ASTV Green Energy ist auf dem Markt für erneuerbare Energien aktiv.